# Domnall mac Donnchada Midi
Domnall mac Donnchada Midi (mort en 799) est roi de Mide issu du Clan Cholmáin. Il est le fils de l'Ard ri Erenn, Donnchad Midi mac Domnaill (mort en 797). Il règne comme roi de Mide de 797 à 799. Non compris dans la liste des roi d'Uisneach du Livre de Leinster, il est cependant inclus dans le poème sur les rois de Mide.
La période comprise entre la mort de Donnchad Midi et l'accession de son fils Conchobar mac Donnchada en 803 est une époque de guerre civile et de confusion dans le Clan Cholmáin. Apparemment Donnchad a comme successeur son fils aîné Domnall mac Donnchada Midi en 797. La même année l'Ard ri Áed Oirdnide mac Neill du Cenél nEógain envahit le royaume de Mide et défait le Clan Cholmáin à la Bataille de Druim Ríg. Lors de ce combat périssent deux oncles de Domnall, Fínnechta et Diarmait Odar ainsi que Fínnechta fils de Follaman un parent issu du Caílle Follamain. Áed en profite pour dévaster le Meath qui se soumet à son autorité et cette action est considérée comme le point de départ de sa Haute royauté.
En 799 Domnall mac Donnchada Midi est assassiné par des parents, et son fils Muiredach mac Domnaill devient roi de Mide. Muiredach apparait dès 799 à la tête des forces de Mide qui remportent la victoire sur le Cenél Cairpri de Tethbae lors de la bataille Finnabair à Tethba dans laquelle le roi du Cenél Cairpri est tué. Il devait agir pour le compte de son père Domnall car les Annales d'Ulster placent cet événement avant l’assassinat de Domnall. Toutefois les Annales des quatre maîtres placent le même événement après le meurtre de Domnall comme si Muiredach l'avait mis à profit pour imposer sa propre autorité.